# Ендрю Сурман
Ендрю Рональд Едвард Сурман (англ. Andrew Ronald Edward Surman; нар. 20 серпня 1986, Йоганнесбург, ПАР) — англійський та південноафриканський футболіст, півзахисник.
Зіграв понад 100 матчів за «Саутгемптон» та «Борнмут». Протягом 17-річної кар'єри професіонального футболіста виступав також за «Вулвергемптон Вондерерз», «Волсолл», «Норвіч Сіті» та «Мілтон-Кінз Донз».

## Клубна кар'єра

### Ранні роки
Ендрю народився в південноафриканському місті Йоганнесбург, куди його батьки переїхали з Великої Британії, оскільки батько майбутнього футболіста отримав роботу в страховій компанії. Його батьки повернулися до Саутгемптона 1995 року й Ендрю приєднався до представника Ліги Тайро «Гедж Енд Рейнджерс», де його помітили скаути «Саутгемптона» та запросили приєднатися до академії Святих. Він навчався в коледжі Святої Марії в Біттерні та був капітаном футбольної команди.

### «Саутгемптон»
Тривалий перыод часу Сурмен залишався наймолодшим гравцем, який коли-небудь грав за резервну команду «Святих», допоки Тео Волкотт не перевершив цей рекорд. У сезоні 2004/05 років виступав в оренді за «Волсолл» й відзначився своїм першим голом у чемпіонаті, а після повернення до «Святих» напередодні старту сезону 2005/06 років вдало зіграв у передсезонному турі Шотландією. З серпня 2005 по січень 2006 року виступав в оренді у «Борнмут», де став одним з провідних гравців команди, виходив на поле в кожному матчі чемпіонату та відзначився 6-ма голами. Можливо, зіграв би в матчі Кубку Англії «Саутгемптона» проти «Мілтон-Кінз Донз», але зміг зіграти у кубку, оскільки раніше протягом цього ж сезону виходив на поле у футболці «Борнмута», проти «Тамворта».
Дебютував у стартовому складі «Саутгемптона» 25 січня 2006 року під керівництвом нового тренера Джорджа Берлі, вдома проти «Крістал Пелас», а в наступному матчі чемпіонату відзначився своїм першим голом за «Саутгемптон», в програному (1:2) поєдинку проти «Плімут Аргайл». 17 лютого 2007 року відзначився хет-триком (два удари з-за меж штрафного та реалізував пенальті) у переможному (5:2) матчі проти «Барнслі».
Став важливою частиною першої команди «Саутгемптона» в сезоні 2006/07 років, брав участь у невдалій спробі «Святих» стати переможцем плей-оф, але програв по пенальті «Дербі Каунті» (після нічиєї 4:4, де його чудового удару було недостатньо), щоб допомогти команді поїхати на Вемблі.

### «Вулвергемптон Вондерерз»
1 липня 2009 року приєднався до новачка Прем'єр-ліги «Вулвергемптон Вондерерз», з яким підписав 3-річну угоду з можливістю продовження ще на один рік, за суму відступних близько 1,2 мільйона фунтів стерлінгів. Після переходу до стану «Вовків» висловив сум з приводу того, що залишив «Саутгемптон» та описав становище клубу як «неймовірне».
Дебютував за нову команду 18 серпня 2009 року в поєдинку проти «Віган Атлетік», в якому вийшов замість Грега Галфорда. Вперше вийшов у стартовому складі на рівні англійської Прем'єр-ліги 21 листопада 2009 року в поєдинку проти «Челсі», але не зміг зберегти місце в основі клубу й загалом зіграв дев'ять матчів за клуб.

### «Норвіч Сіті»
22 червня 2010 року підписав 3-річний контракт з представником Чемпіоншипу «Норвіч Сіті» за суму відступних, яка не розголошується. Дебютував за нову команду 6 серпня 2010 року в програному (2:3) поєдинку проти «Вотфорда» на Керроу Роуд. Після вражаючого початку кар’єри в «Норвіч Сіті» отримав травму коліна на тренуванні за два дні (11 вересня 2010 року) до переможного (2:1) поєдинку проти «Барнслі». Повернувся футбольне поле проти 20 листопада на нічийний (1:1) матч проти «Лідс Юнайтед». Його замінили на 60-й хвилині. Знову отримав травму в переможному (4:1) матчі проти «Іпсвіч Таун», через що залишався поза грою до лютого 2011 року. Щоб покращити свою фізичну форму, Сурман відіграв 65 хвилин у матчі Головного Кубку Норфолка проти «Дерегема». Тричі залишився поза лавкою першої команди, перш ніж вперше вийти в стартовому складі в переможному (2:0) поєдинку проти «Барнслі» (2:0), в якому відіграв всі 90 хвилин. Відзначився своїм першим голом за «Норвіч» у переможному (3:1) матчі проти «Бристоль Сіті». 15 квітня 2011 року відзначився переможним голом у матчі проти «Ноттінгем Форест» (2:1). Наступного туру, 21 квітня 2011 року, відзначився першим голом у переможному (5:1) матчі проти «Іпсвіча» на Портмен-Роуд. За підсумками вище вказаного сезону, після шестирічної відсутності «Норвіч Сіті», вийшов до Прем’єр-ліги.
Зіграв у перших трьох із чотирьох матчів Прем’єр-ліги, перш ніж втратити своє місце, а тренер Пол Ламберт обрав схему 4–2–3–1, за якою Сурман залишився на лаві запасних без виходу на футбольне поле, а наприкінці листопада повернувся до стартового складу. 20 грудня 2011 року відзначився першим голом в нічийному (2:2) поєдинку «Вовків» ударом головою. 14 січня 2012 року ударом лівою ногою відзначився першим голом у переможному (2:1) матчі проти «Вест-Бромвіч Альбіон». 4 лютого ударом правою ногою відзначився першим голом у переможному (2:0) матчі проти «Болтон Вондерерз». Сурман вважав, що завдяки більшій кількості виступів у Прем'єр-лізі показав найкращі результати у своїй кар'єрі. 14 квітня 2012 року відзначився єдиним голом у розгромній поразці (1:6) «Норвіча» «Манчестер Сіті». Після завершення матчу Сурман зазначив, що поразка від «Манчестер Сіті» не змінить переможного шляху «Норвіча» до завершення сезону.
Після того, як «Норвіч» зберіг своє місце в Прем’єр-лізі, Ендрю підписав нову 3-річну угоду, за якою залишався в клубі до 2015 року. При цьому гравець зазначив: «Це чудове відчуття. Для мене честь підписати ще один контракт з «Норвіч Сіті». Я справді насолоджувався часом, проведеним тут, і з нетерпінням чекаю наступних трьох років у клубі. Це було неймовірно. Усі продовжують говорити про ці останні три роки в клубі, [ми] виграли два підвищення, а потім залишилися у Прем’єр-лізі». Після початку нового сезону відзаявлени з основної команди з жовтня й до Нового року через травму коліна, отриману на тренуванні.

### «Борнмут»

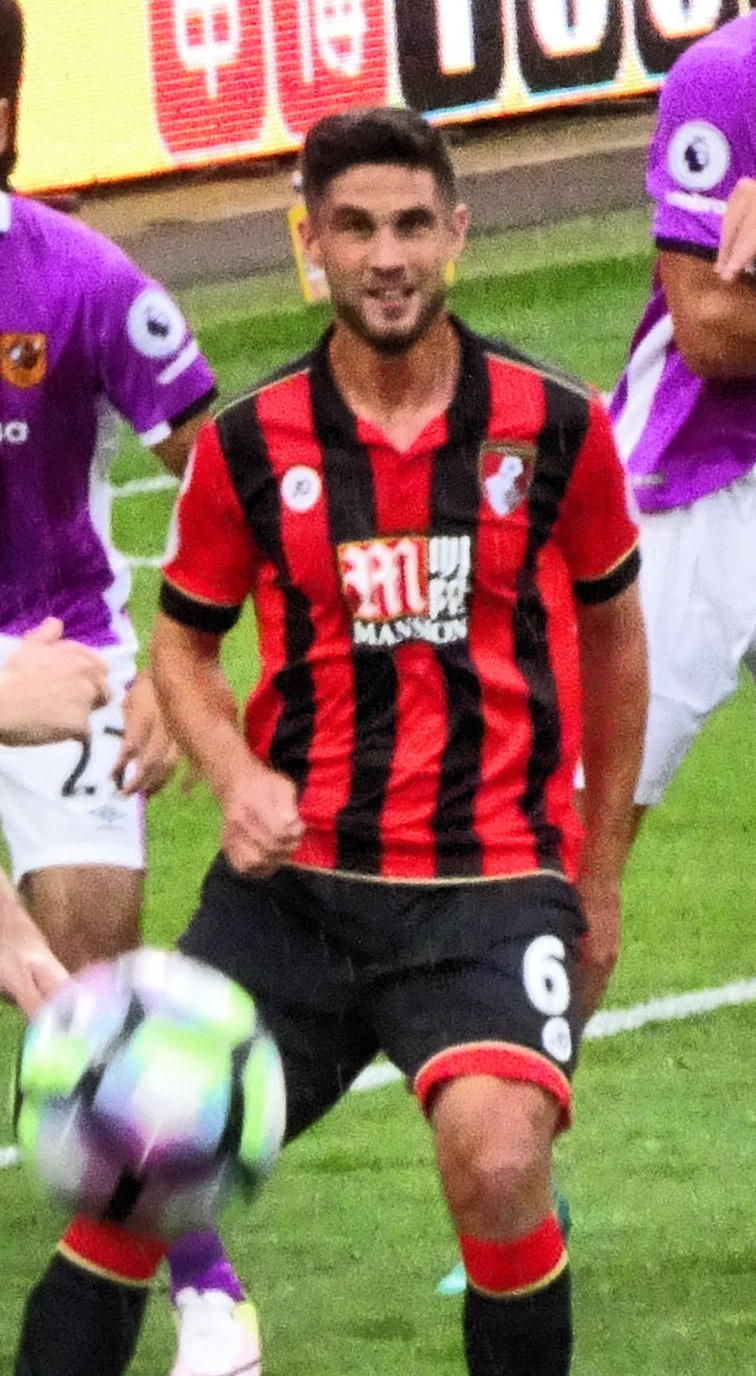
Ендрю Сурман під час гри за «Борнмут» у 2016 році

31 липня 2013 року «Борнмут» підписав 1-річну орендну угоду із Сурманом. Відіграв важливу роль у першій команді Борнмута в сезоні 2013/14 років, провівши за клуб 35 матчів. 1 вересня 2014 року підписав повноцінну угоду з клубом.
2 травня 2015 року був частиною команди «Борнмут», яка виграла Чемпіоншип і піднялася до Прем'єр-ліги. У дебютному сезоні «Борнмута» та поверненні Сурмана став лише одним із трьох гравців (інші двоє — Вес Морган і Каспер Шмейхель з «Лестер Сіті»), яким вдалося зіграти кожну хвилину кожного матчу Прем’єр-ліги. Незважаючи на те, що у вище вказаному сезоні не відзначився жодним голом, отримав критичне визнання від тренера Едді Гау за свою послідовність.
4 березня 2017 року отримав вилучення за два порушення правил, за які отримував жовту картку, у матчі проти «Манчестер Юнайтед» (1:1), другий – за те, що він натиснув на Златана Ібрагімовича після того, як останній ударив ліктем Тайрона Мінґса.
15 вересня 2017 року відзначився своїм першим голом у Прем'єр-лізі за «Борнмут» в переможному (2:1) поєдинку 64-го туру проти «Брайтона».
У лютому 2020 року вільним агентом пішов з «Борнмута».

### «Мілтон-Кінз Донз»
17 листопада 2020 року підписав короткострокову угоду з клубом Першої ліги «Мілтон-Кінз Донз». Дебютував за нову команду 21 листопада 2020 року в програному (1:3) домашньому матчі проти «Галл Сіті». 14 січня 2021 року з ним продовжили контракт до завершення сезону. 20 лютого 2021 року відзначився своїм першим голом за клуб у переможному (4:3) домашньому матчі проти «Нортгемптон Таун».

### Завершення кар'єри
У липні 2021 року головний тренер «Мілтон Кейнс Донс» Рассел Мартін повідомив, що Сурман ще не підписав новий контракт із клубом і, швидше за все, завершить кар'єру гравця. Його завершення кар'єри підтвердив головний тренер «Борнмута» Скоттом Паркером 31 липня 2021 року в коментарях, опублікованих у програмці Борнмута напередодні матчу першого раунду Кубку ФЛ проти «МК Донс». Скотт Паркер сказав про Сурмена: «Він був справді талановитим півзахисником, і я бажаю йому та його родині всього найкращого, коли вони переходять у наступний етап свого життя».

## Кар'єра в збірній
Незважаючи на можливість грати за Південну Африку, отримав виклик до молодіжної збірної Англії для участі у матчах кваліфікації чемпіонату Європи з Чорногорією 7 вересня та Болгарією 11 вересня. У поєдинку проти Чорногорії вийшов на заміну в другому таймі та відзначився вирішальним голом й допоміг здобути команді перемогу з рахунком 3:0, забив м’яч у компенсований час після нокдауну колишнього вихованця «Святих» Декстера Блекстока.
У вересні 2012 року сказав, що до нього «підійшли», щоб дізнатися, чи зацікавлений він грати за Південну Африку. Хоча Ендрю відмовився, сказав, що для нього «велика честь, що на нього звернули увагу». Також він зазначив, що відклав будь-які міжнародні амбіції «на другий план», оскільки йому потрібно повністю зосередитися на клубних справах і своїй сім'ї. Він пояснив, що «мандрувати світом довелося б [занадто] багато, особливо з Кубком африканських націй».
У липні 2017 року в інтерв'ю Daily Echo зазначив: «Я ніколи не виключав можливості грати за Південну Африку, але моїм пріоритетом завжди був клубний футбол. Останні два-три роки були для мене надзвичайно важливими. Якби я пішов грати в міжнародний футбол, усе могло б піти не так. Для мене справді велика честь бути викликаним, і я, безумовно, не задирав ніс. Я справді, серйозно, розглядав це [запрошення]. Але у мене молода сім'я, і міжнародний футбол — це велике зобов'язання».

## Особисте життя
У квітні 2015 року дружина Ендрю народила третю спільну дитину.

## Статистика виступів

### Клубна
| Клуб                      | Сезон             | Ліга              | Ліга  | Ліга | Кубок Англії | Кубок Англії | Кубок ліги | Кубок ліги | Інші  | Інші | Загалом | Загалом |
| Клуб                      | Сезон             | Дивізіон          | Матчі | Голи | Матчі        | Голи         | Матчі      | Голи       | Матчі | Голи | Матчі   | Голи    |
| ------------------------- | ----------------- | ----------------- | ----- | ---- | ------------ | ------------ | ---------- | ---------- | ----- | ---- | ------- | ------- |
| «Саутгемптон»             | 2004–05           | Прем'єр-ліга      | 0     | 0    | 0            | 0            | 0          | 0          | 0     | 0    | 0       | 0       |
| «Саутгемптон»             | 2005–06           | Чемпіоншип        | 12    | 2    | 0            | 0            | 0          | 0          | 0     | 0    | 12      | 2       |
| «Саутгемптон»             | 2006–07           | Чемпіоншип        | 37    | 4    | 0            | 0            | 3          | 0          | 2     | 1    | 42      | 5       |
| «Саутгемптон»             | 2007–08           | Чемпіоншип        | 40    | 2    | 3            | 1            | 1          | 0          | 0     | 0    | 44      | 3       |
| «Саутгемптон»             | 2008–09           | Чемпіоншип        | 44    | 7    | 1            | 0            | 3          | 0          | 0     | 0    | 48      | 7       |
| «Саутгемптон»             | Загалом           | Загалом           | 133   | 15   | 4            | 1            | 7          | 0          | 2     | 1    | 146     | 17      |
| «Волсолл» (оренда)        | 2004–05           | Перша ліга        | 14    | 2    | 0            | 0            | 0          | 0          | 0     | 0    | 14      | 2       |
| «Борнмут» (оренда)        | 2005–06           | Перша ліга        | 24    | 6    | 0            | 0            | 0          | 0          | 0     | 0    | 24      | 6       |
| «Вулвергемптон Вондерерз» | 2009–10           | Прем'єр-ліга      | 7     | 0    | 1            | 0            | 1          | 0          | 0     | 0    | 9       | 0       |
| «Норвіч Сіті»             | 2010–11           | Чемпіоншип        | 22    | 3    | 0            | 0            | 0          | 0          | 0     | 0    | 22      | 3       |
| «Норвіч Сіті»             | 2011–12           | Прем'єр-ліга      | 25    | 4    | 1            | 1            | 1          | 0          | 0     | 0    | 27      | 5       |
| «Норвіч Сіті»             | 2012–13           | Прем'єр-ліга      | 4     | 0    | 1            | 0            | 2          | 0          | 0     | 0    | 7       | 0       |
| «Норвіч Сіті»             | 2013–14           | Прем'єр-ліга      | 0     | 0    | 0            | 0            | 0          | 0          | 0     | 0    | 0       | 0       |
| «Норвіч Сіті»             | 2014–15           | Чемпіоншип        | 1     | 0    | 0            | 0            | 1          | 0          | 0     | 0    | 2       | 0       |
| «Норвіч Сіті»             | Загалом           | Загалом           | 52    | 7    | 2            | 1            | 4          | 0          | 0     | 0    | 58      | 8       |
| «Борнмут» (оренда)        | 2013–14           | Чемпіоншип        | 35    | 0    | 2            | 0            | 2          | 0          | 0     | 0    | 39      | 0       |
| «Борнмут»                 | 2014–15           | Чемпіоншип        | 41    | 3    | 0            | 0            | 0          | 0          | 0     | 0    | 41      | 3       |
| «Борнмут»                 | 2015–16           | Прем'єр-ліга      | 38    | 0    | 0            | 0            | 0          | 0          | 0     | 0    | 38      | 0       |
| «Борнмут»                 | 2016–17           | Прем'єр-ліга      | 22    | 0    | 1            | 0            | 0          | 0          | 0     | 0    | 23      | 0       |
| «Борнмут»                 | 2017–18           | Прем'єр-ліга      | 25    | 2    | 2            | 0            | 1          | 0          | 0     | 0    | 28      | 2       |
| «Борнмут»                 | 2018–19           | Прем'єр-ліга      | 18    | 0    | 1            | 0            | 1          | 0          | 0     | 0    | 20      | 0       |
| «Борнмут»                 | 2019–20           | Прем'єр-ліга      | 5     | 0    | 3            | 0            | 1          | 0          | 0     | 0    | 9       | 0       |
| «Борнмут»                 | Загалом           | Загалом           | 184   | 5    | 9            | 0            | 5          | 0          | 0     | 0    | 198     | 5       |
| «Мілтон-Кінз Донз»        | 2020–21           | Перша ліга        | 31    | 2    | 1            | 0            | —          | —          | 2     | 0    | 34      | 2       |
| Усього за кар'єру         | Усього за кар'єру | Усього за кар'єру | 445   | 37   | 17           | 2            | 17         | 0          | 4     | 1    | 483     | 40      |

## Досягнення
«Норвіч Сіті»
- Чемпіоншип
  -  Срібний призер (1): 2010/11

«Борнмут»
- Чемпіоншип
  -  Чемпіон (1): 2014/15